# ライアン・コールワイク
ライアン・コールワイク（Ryan Koolwijk、1985年8月8日 - ）は、オランダ・ロッテルダム出身、元スリナム代表の元サッカー選手。現役時代のポジションはMF。

## 経歴
2021年9月15日、PECズヴォレに移籍した。
2021-22シーズン終了後、現役引退を表明し、スリナム代表のコーチに就任した。